# ZevenOS
ZevenOS – niemiecka dystrybucja Linuxa oparta na Ubuntu. Interfejs użytkownika naśladuje wyglądem system BeOS. Jest on przystosowany do pracy na starszych komputerach na których zapewnia pełną obsługę multimediów. Obecną stabilną wersją ZevenOS jest 4.0 (24 listopada 2011) i opiera się na Ubuntu 11.10 "oniryczny Ocelot".

## Wymagania sprzętowe[3]
- Procesor Intel Pentium lub zgodny - minimum 500 MHz
- 192 MB pamięci RAM
- 3 GB wolnej przestrzeni dyskowej
- Karta graficzna 16 MB

## Wersje
| Data       | Nazwa Wersji | Ubuntu-Wersja |
| ---------- | ------------ | ------------- |
| 2011-11-24 | ZevenOS 4.0  | Ubuntu 11.10  |
| 2010-11-14 | ZevenOS 3.0  | Ubuntu 10.10  |
| 2009-11-15 | ZevenOS 2.0  | Ubuntu 9.10   |
| 2009-02-28 | ZevenOS 1.1  | Ubuntu 8.10   |
| 2008-12-19 | ZevenOS 1.0  | Ubuntu 8.10   |

| Data       | Nazwa Wersji         | Debian-Wersja     |
| ---------- | -------------------- | ----------------- |
| 2011-10-23 | ZevenOS-Neptune 2.0  | Testing 7 wheezy  |
| 2011-04-29 | ZevenOS-Neptune 1.99 | Testing 7 wheezy  |
| 2010-12-07 | ZevenOS-Neptune 1.91 | Testing 6 squeeze |
| 2010-10-10 | ZevenOS-Neptune 1.9  | Testing 6 squeeze |